# Harrow Weald
Harrow Weald – dzielnica Londynu, leżąca w gminie London Borough of Harrow. W 2011 dzielnica liczyła 11376 mieszkańców.